# Nationalpark Kaa-Iya del Gran Chaco
Der Nationalpark Kaa-Iya del Gran Chaco ist der größte Nationalpark in Bolivien und der zweitgrößte Nationalpark in Südamerika. Er schützt die größten noch vorhandenen Reste der Gran-Chaco-Trockenwälder und beherbergt die größte bekannte Einzelpopulation des Jaguars. Der bolivianische Gran Chaco ist eine Trockenwaldlandschaft mit hohen Temperaturen und geringen Niederschlägen. Die riesige Wildnis gilt als eine der letzten unberührten Busch- und Trockenwaldregionen. 

## Überblick
Der Nationalpark befindet sich im südlichen Teil des Departamento Santa Cruz. Er liegt im Grenzgebiet zu Paraguay in der Region des Gran Chaco. Das Reservat liegt am nördlichen Rand des Gran Chaco und schützt das größte Vorkommen der noch verbliebenen Trockenwälder im Gran Chaco. Insgesamt erstreckt sich der Nationalpark über eine Fläche von 3.400.000 ha (34.400,00 km²). Das Schutzgebiet erstreckt sich auf einer flachhügeligen Ebene, die etwa 300 m über dem Meeresspiegel liegt. Die durchschnittliche Jahresniederschlagsmenge beträgt 700–800 mm, die Jahresdurchschnittstemperatur liegt bei etwa 25 °C. Im Osten grenzt das indigene Territorium der Guaraní an den Nationalpark. Der wichtigste Fluss ist der Río Parapetí.

## Vegetation
Die Trockenwälder des Nationalparks sind typisch für den Gran Chaco. Das Kronendach liegt bei etwa 10 bis 15 Metern, der Unterwuchs wird von Bromelien und Kakteen dominiert. Im Nationalpark wurden 1500 Pflanzenarten gefunden.

## Fauna
Das Schutzgebiet beherbergt insgesamt über 350 Tierarten. Eine jüngere mit Kammerfallen durchgeführte Studie kam durch Hochrechnungen zu dem Ergebnis, dass im Nationalparkgebiet möglicherweise bis zu tausend Jaguare vorkommen. Damit beherbergt das Reservat vermutlich die größte weltweit bekannte Einzelpopulation der bedrohten Großkatze. In den untersuchten Bereichen kamen auf jeweils hundert Quadratkilometern etwa zwei bis fünf Jaguare vor. Auch die zweitgrößte Katze Südamerikas, der Puma, ist in recht hohen Populationsdichten vorhanden. Weiterhin dürfte der Nationalpark mehr als sechstausend Flachlandtapire beherbergen, was überraschend viel ist, da die Trockenwälder des Gebietes gemeinhin nicht als idealer Lebensraum dieser Tiere gelten. Zu den für die Chaco-Trockenwälder besonders charakteristischen Arten, die in Kaa-Iya del Gran Chaco heimisch sind, zählt das Chaco-Pekari. Der Park beherbergt zudem zahlreiche kleinere Raubtiere, wie Ozelot, Kleinfleckkatze, Jaguarundi, Pampasfuchs und Maikong. Neuerdings wurde neben dem Pampasfuchs und dem Maikong auch der Waldhund, als eine dritte Art der Caniden, im Nationalpark nachgewiesen. Der Mähnenwolf kommt dagegen offenbar nicht vor. Im Südwesten des Nationalparks lebt darüber hinaus eine Population von Guanakos. Die Guanakos des Gran Chaco werden häufig als eigene Unterart (Lama guanicoe voglii) betrachtet.

## Bevölkerung
Im Nationalpark gibt es etwa zwanzig Guaraní-Gemeinschaften, jedoch leben nur wenige Menschen in dem undurchdringlichen Buschland des Kaa-Iya Nationalparks.